# ベイルート-ダマスカス鉄道

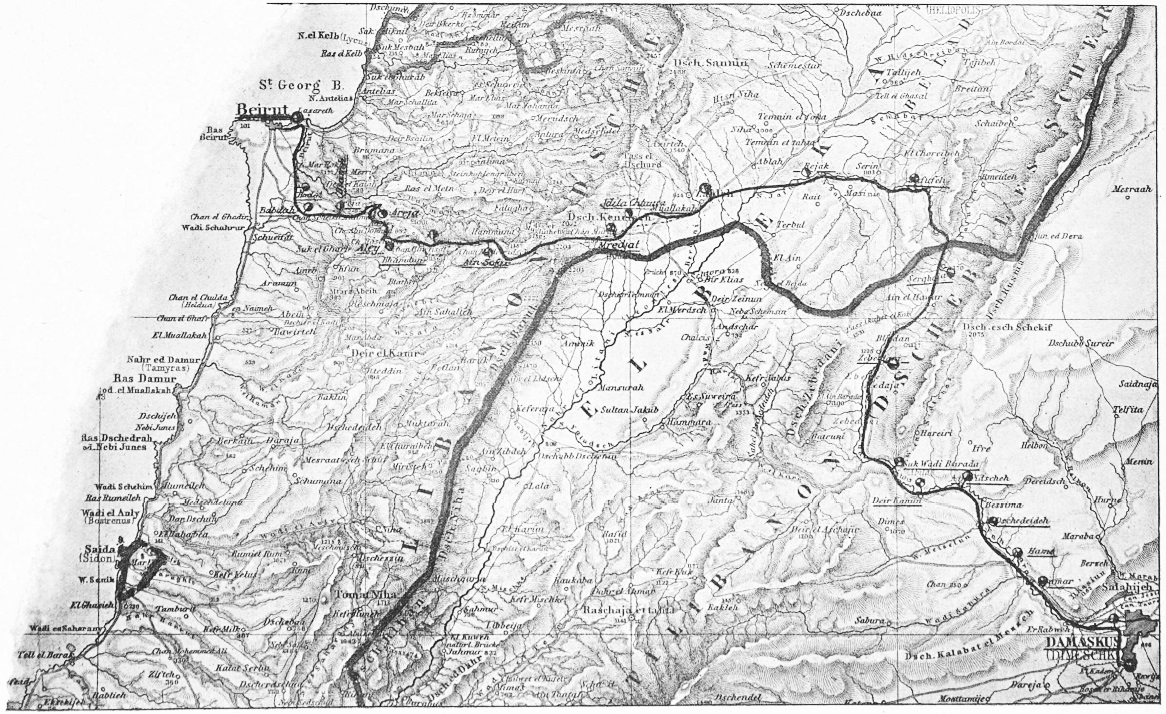
ベイルート-ダマスカス鉄道の路線図

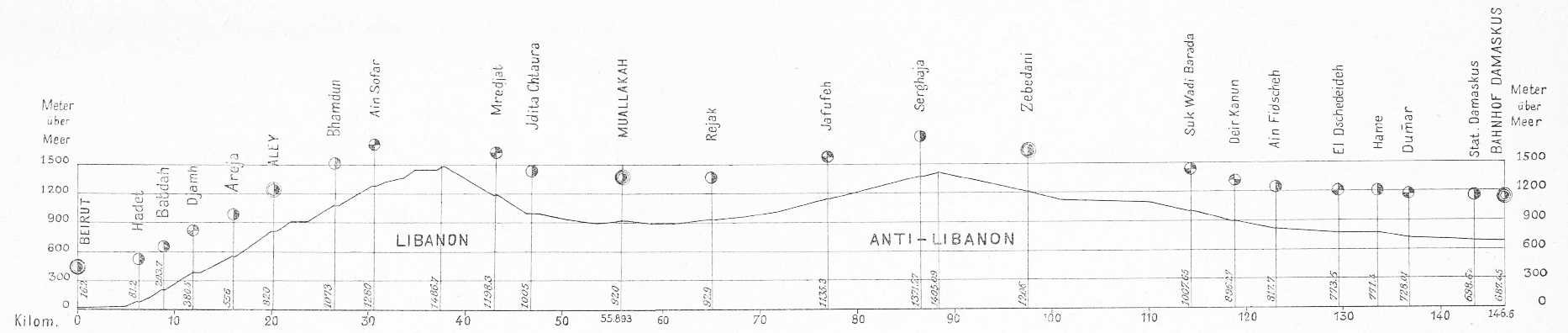
ベイルート-ダマスカス鉄道の線路高低図

ベイルート-ダマスカス鉄道（ベイルート- ダマスカスてつどう、フランス語: Chemin de fer de Beyrouth à Damas）は、レバノンのベイルートから現在のシリアのダマスカスを結んでいた1050mm軌間の山岳鉄道であり、一部区間がラック式鉄道となっていた。

## 概要
本鉄道はもともと1891年にフランスに設立されたSociété des Chemins de fer Ottomans économiques de Beyrouth-Damas-Hauranによって計画されていたもので、後にダマスカス - Muzeirib間のハウラン鉄道を計画していたベルギーのプロジェクトを統合し、その後同社が同じくフランスでリヤーク – アレッポ間の鉄道の建設を計画していたSociété Ottomane du Chemin de fer Damas–Hamah et prolongements (DHP)との統合を経つつ建設・運行された鉄道であり、当時オスマン帝国であった現在のレバノンのベイルートから現在のシリアのダマスカスに至る1050mm軌間のラック式山岳鉄道として建設されている。この路線は通称ベイルート- ダマスカス鉄道と呼ばれているほか、そのほかの通称としてレバノン鉄道の名称も使用されることがあり、当初は1000mm軌間の全線粘着式の鉄道として計画されていた。しかし、標高2500-3000m級の山々が連なる レバノン山脈とアンチレバノン山脈の2つの山脈を超えることから、全144.5kmの路線のうち、34キロメートルが最急勾配70パーミルのアプト式ラック区間となっており、ラック式の蒸気機関車が粘着式の蒸気機関車とともに列車を牽引していた。
なお、1050mmという軌間は1894年に開業したハウラン鉄道やこの地域2番目の鉄道である本鉄道、その後に開業したヒジャーズ鉄道などにも引き継がれたこの地域の狭軌鉄道独特のものであったが、この軌間を採用した理由については、何らか意図されたものであるという説から、設計もしくは建設途上におけるミスなどによるものという説なども含めいくつかの推論が挙げられているが明らかにはなっていない。
その後1956年にシリアの鉄道が国有化されて1965年1月1日シリア国鉄が、1960年に はレバノン国鉄がそれぞれ発足し、ベイルート-ダマスカス鉄道の運行をDHPから引き継いでおり、機材についてもそれぞれの所属となっている。さらにその後の1975年に勃発したレバノン内戦の影響により、レバノン側は1976年には運行を停止したとされており、シリア側も順次運行区間を短縮し、2010年代でも一部区間で観光列車が運行されていたがその運行状況は不明確であり、2011年のシリア内戦後はその状況も不明となっている。

### 沿革
- 1891年 ベイルート-ダマスカス鉄道を建設するSociété des Chemins de fer Ottomans économiques de Beyrouth-Damas-Hauranがフランスに設立
- 1893年 後に統合するSociété Ottomane du Chemin de fer Damas–Hamah et prolongements (DHP)が設立
- 1894年 本鉄道とダマスカスで接続するハウラン鉄道が開業
- 1895年8月 ベイルート- ダマスカス鉄道全線開業
- 1906年 DHPにより、本鉄道とリヤークで接続するリヤーク - アレッポ間の1435mm軌間の路線が開業
- 1920年8月10日 （セーヴル条約により、沿線地域がオスマン帝国からフランスの委任統治下に入る）
- 1943年 （レバノン独立）
- 1946年 （シリア共和国独立）
- 1956年 シリアの鉄道が国有化
- 1958年2月 (アラブ連合共和国成立）
- 1960年 レバノン国鉄発足、レバノンの鉄道が国有化
- 1961年9月 (シリア・アラブ共和国独立）
- 1965年1月1日シリア国鉄発足
- 1975年 （レバノン内戦勃発）
- 1976年 レバノン側が運行を停止、シリア側も以降国境側より順次営業距離が短縮
- 2011年 （シリア内戦発生）

## 路線
- 路線概要
  - 路線長：144.5km
  - 開通年：1895年8月
  - 動力方式：非電化、蒸気機関車による列車牽引
  - 最急勾配：70パーミル（ラック区間）、25パーミル（粘着区間）
  - 標高：3-1478m
- ベイルート-ダマスカス鉄道は、地中海沿岸の港町で古くから貿易で繁栄した現レバノンの首都ベイルートから、内陸の古都で現シリアのダマスカスを結ぶ全長147km、時期によって異なるが開業時は全23駅の路線で、途中最高峰が3086mのレバノン山脈と最高峰2814mのアンチレバノン山脈、その間の標高約900mのベッカー高原を超える山岳路線となっており、本鉄道のシステムの設計にはスイス出身の機械技術者であるカール・ローマン・アプトが関わっている。
- 本鉄道の最急勾配は粘着区間で25パーミル、ラック区間で70パーミルであり、湾岸のベイルートからレバノン山脈を34キロメートルのラック区間とChouit-Araye駅とAley駅の2箇所のスイッチバックによって37.5km地点で標高1478mの Medeireijeでレバノン山脈を越えて標高約900メートルのベッカー高原を横断し、アンチレバノン山脈を登る80km地点付近で現在のレバノン-シリア国境を越え、同山脈を粘着区間のみで90.9km地点、標高1380メートルで超えて標高700mのダマスカスに至っている。ラック方式はラックレールが2条のアプト式で、ピッチ120mm、歯高40mm、歯面高レール面上55mm、歯厚26mmとなっており、ラックレールの設置のためラック区間は鉄製の枕木となっている。
- 途中ベッカー高原など標高の高い区間は降雪地帯であり、特にレバノン山脈とアンチレバノン山脈の標高の高い区間は多くの降雪があり、必要に応じてスノーシェッドも設置されているほか、機関車の前頭部に大型のスノープラウを設置して運行されることもあった。
- 本鉄道はダマスカスで1050mm軌間のベイルート市内線やその後開業した1435mm軌間のトリポリ及びハイファ方面の鉄道と、途中現レバノンのリヤークで同じくDHPが運営していた1435mm軌間のアレッポ、バグダード鉄道方面の路線とそれぞれ接続していた。また、ダマスカスでは、同じくDHPが運営していた1050mm軌間のハウラン鉄道に接続してダマスカス-Barramqe駅に乗入れていたが、同鉄道はその後並行して建設されたヒジャーズ鉄道と競合していたため廃止され、その後は第一次世界大戦後にヒジャーズ鉄道に接続されてダマスカス-Kanawat駅に乗入れていた。

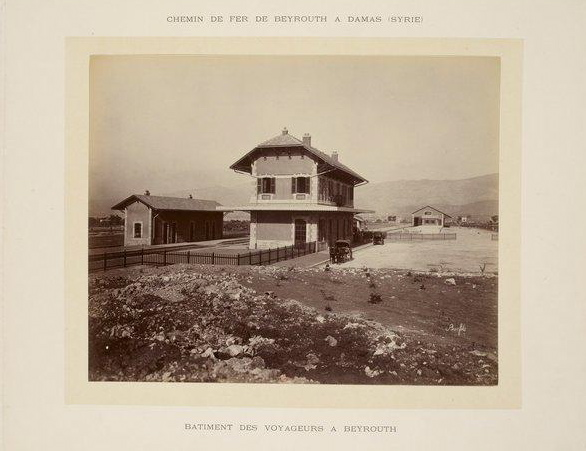
開業当時のベイルート駅、1895年
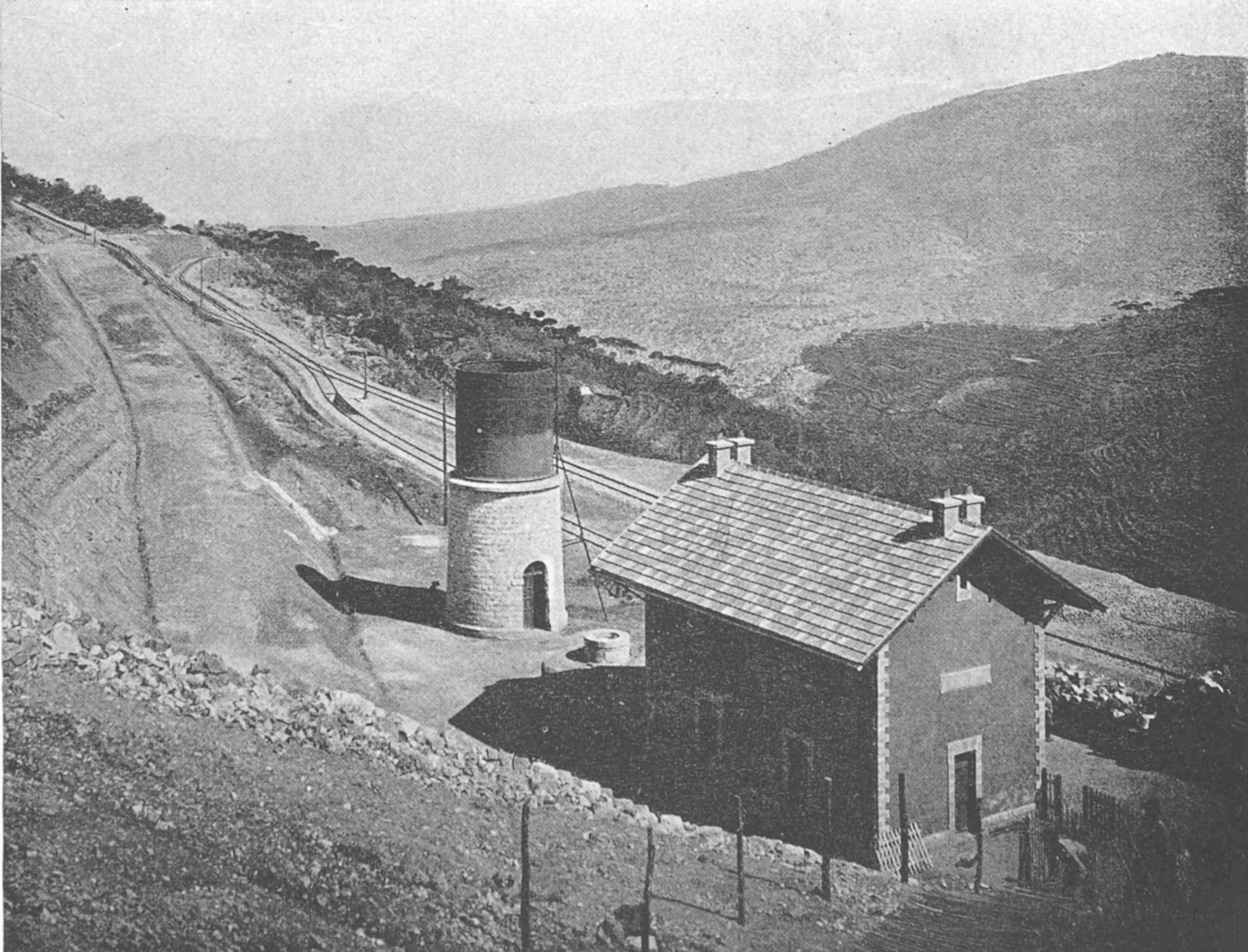
レバノン山脈のベイルート側、 ラック区間中にあるスイッチバック式のAley駅、1895年
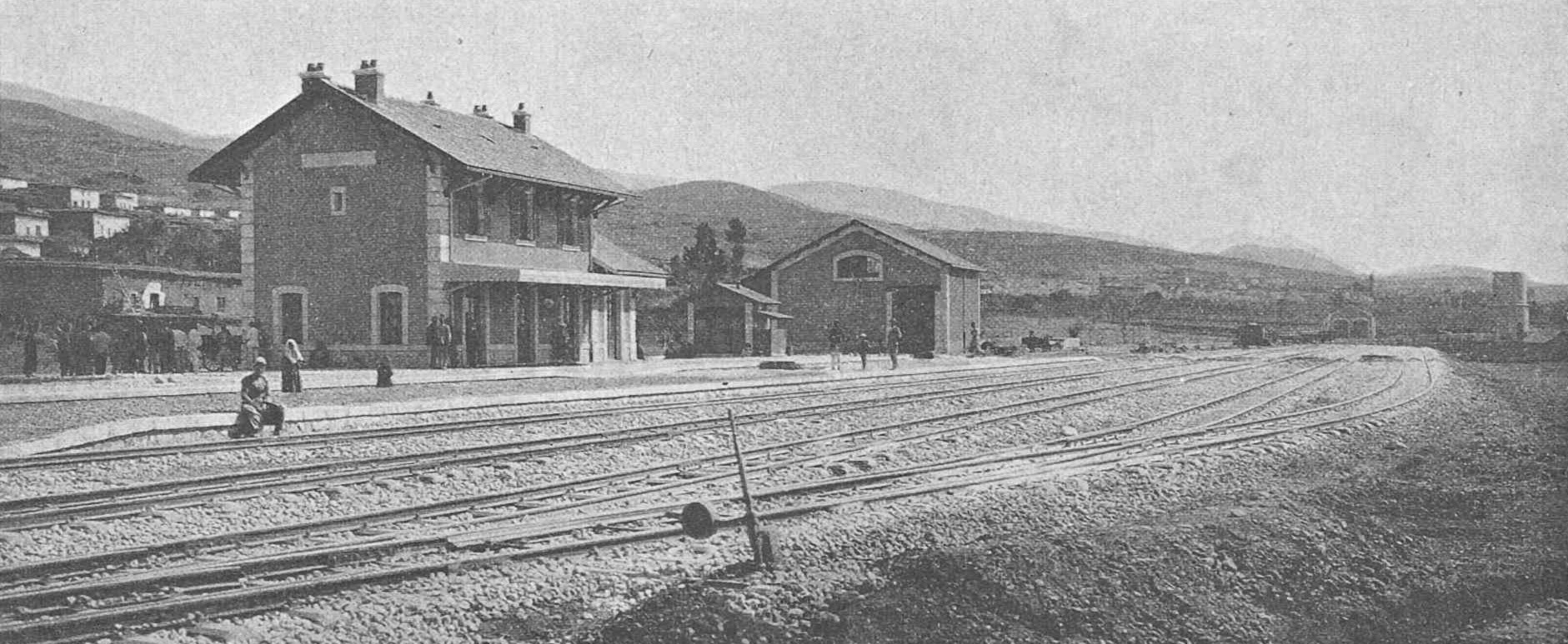
レバノン山脈を越えるラック/粘着併用式機関車から粘着式機関車に交換していたMaalaka駅および機関区、1896年
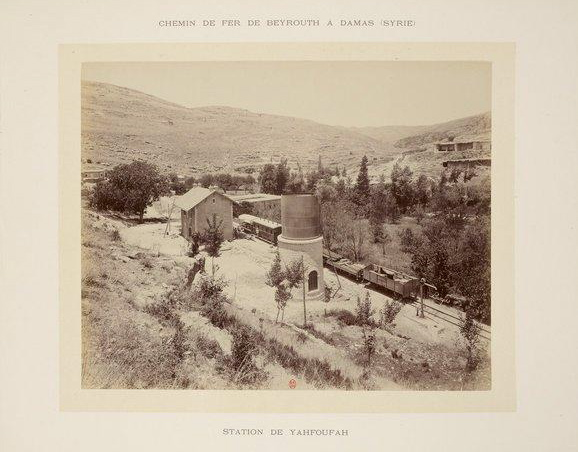
現在のレバノン-シリア国境に近いベッカー高原のYahfoufah 駅、1895年
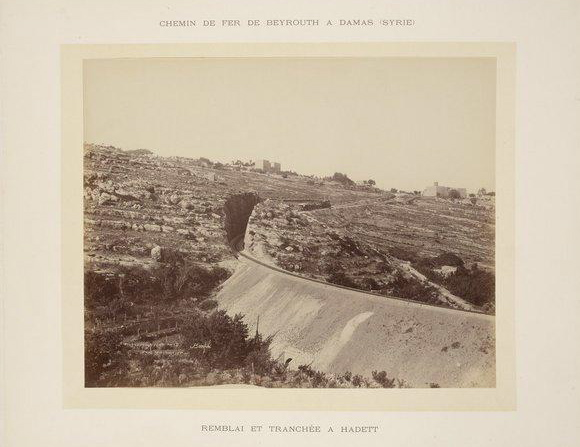
本鉄道は築堤や掘割を多用した山岳路線となっている、1895年

## 運行
- 1895年8月のベイルート- ダマスカス鉄道の開業に際しては14機の蒸気機関車のほか、客車20両、貨車73両で運行を開始しており、開業当初は旅客列車1往復、貨物列車2往復を基本として季節に応じてこれに加えて列車が設定されて、夏季には8本の列車が設定されていた。列車はラック区間では9-11km/hで、粘着区間では30-35km/hで運行されており、全線の所要時間は12時間でラック区間がレバノン山脈側のみであったため、Maalakaでラック式蒸気機関車と粘着式蒸気機関車との交換がなされていた。1896年時点の年間輸送量は旅客約150千人、貨物約80千tであったが、その後列車交換の工夫などにより、1898年のダイヤでの全線の所要時間は約9時間となっており、この頃には年間旅客約350千人、貨物150千tにまで増大していた。また、開業時の運賃は以下の通りであった。
  - 1等：1キロメートルあたり0.17フラン
  - 2等：1キロメートルあたり0.115フラン
  - 3等：1キロメートルあたり0.05フラン
  - 貨物：1トン、1キロメートルあたり0.2フラン
- シリア国鉄、レバノン国鉄それぞれでの運行に分離後、レバノン側の輸送量は減少の一途をたどり、特に沿線にバス路線が開設された後は、バスで30分の区間を列車では2時間を要していたなどの理由から、旅客運行は観光客向けに日曜日のみ貨物列車に客車が増結される程度となっていた。
- シリア国鉄側も1976年のレバノン国鉄側の運行停止に伴い、国境付近の区間から順次運行区間を短縮しており、2000年代まではヒジャーズ鉄道とともに観光客向けの列車が週末などに運行されるのみとなっていた。

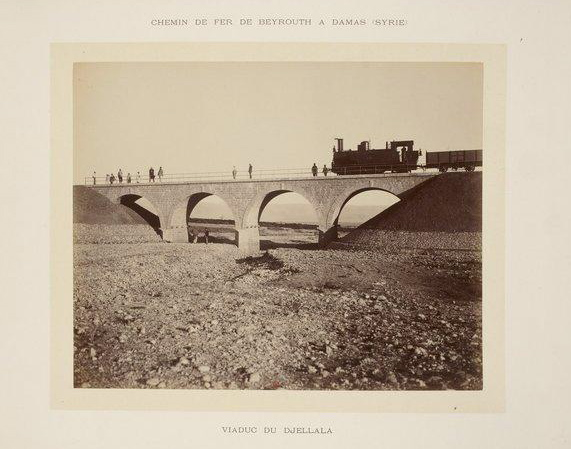
B形蒸気機関車が牽引する試運転列車、Han Murad橋、1895年
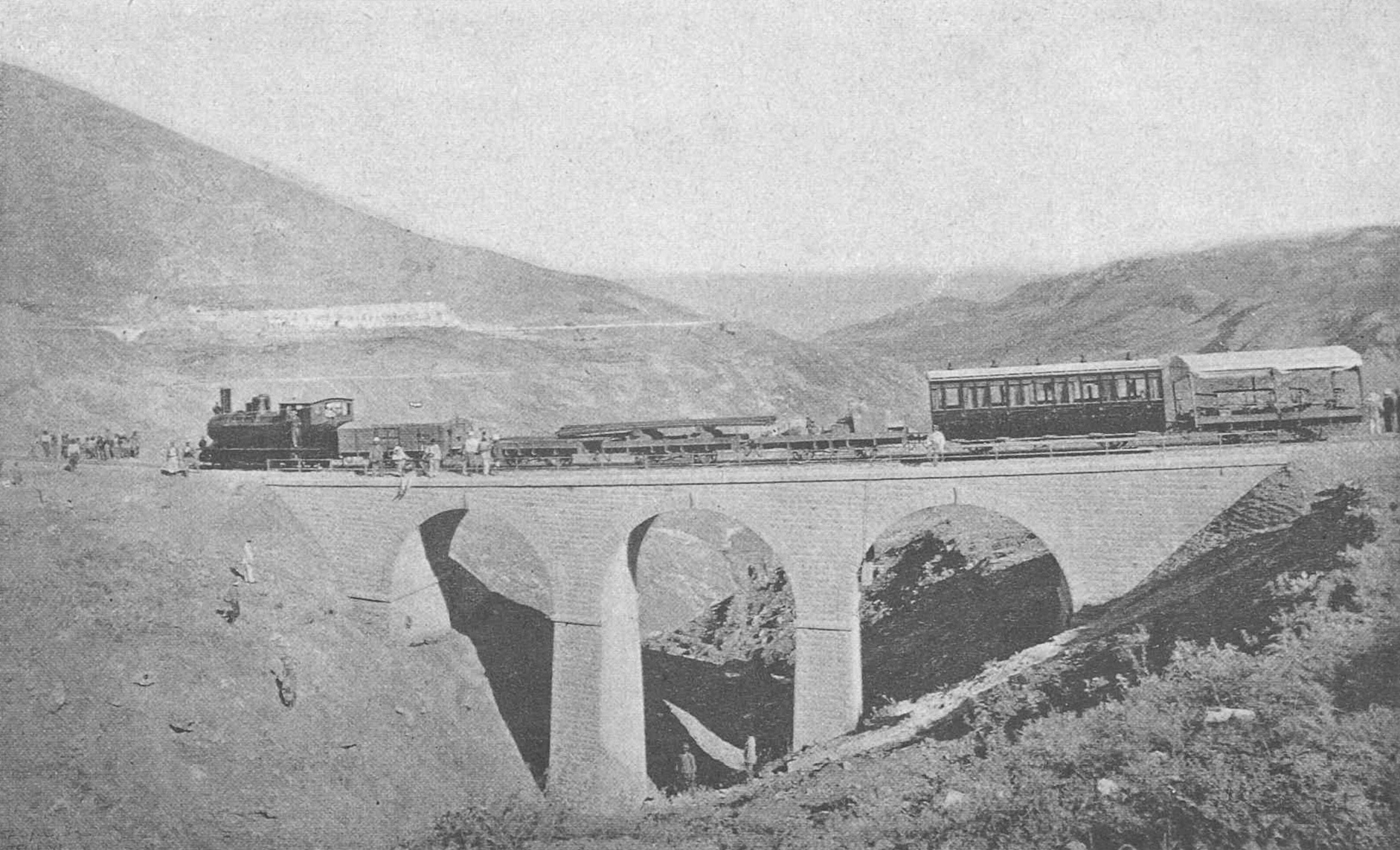
同じくB形蒸気機関車が牽引する試運転列車、1895年
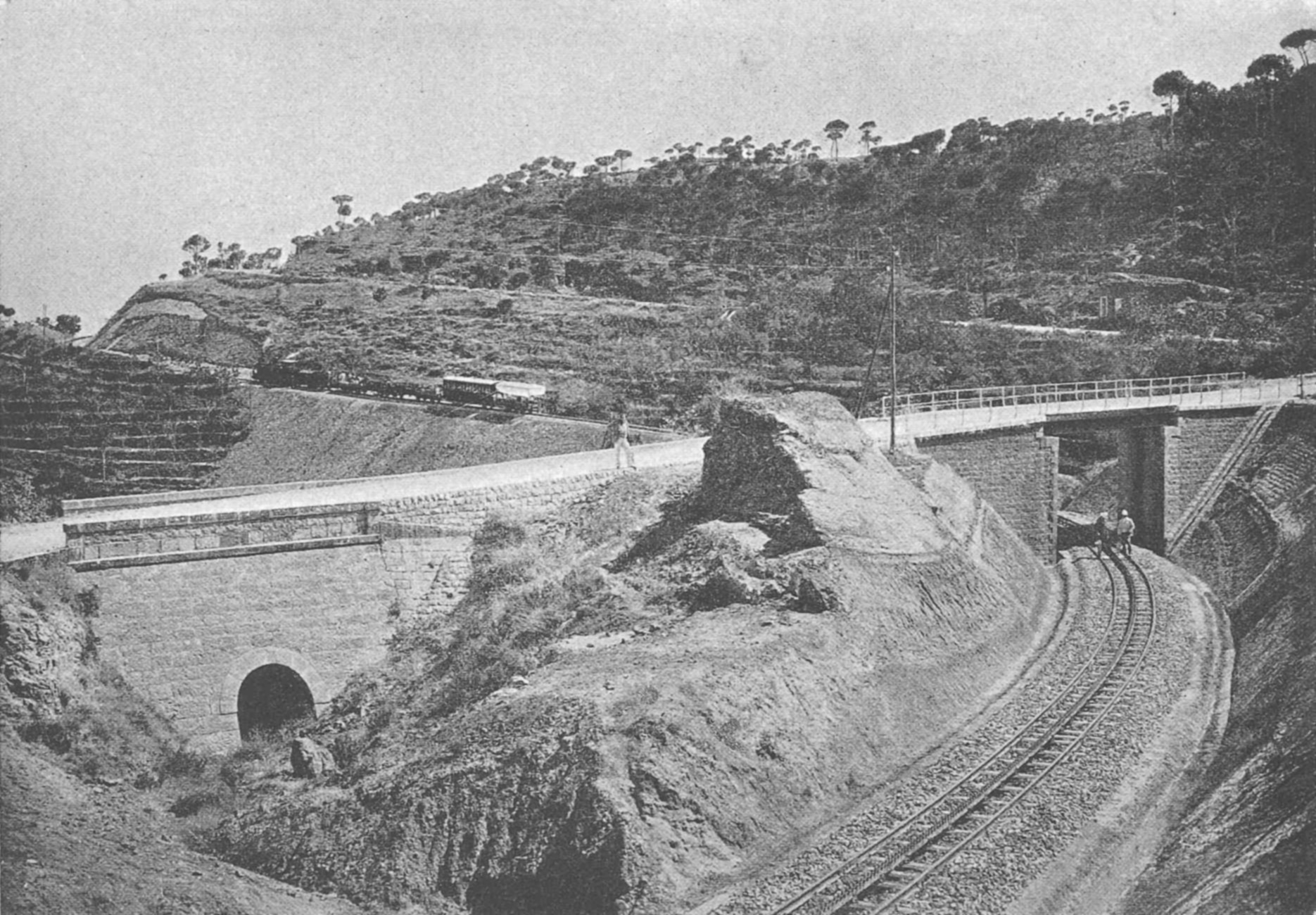
ラック区間を登る列車、1896年
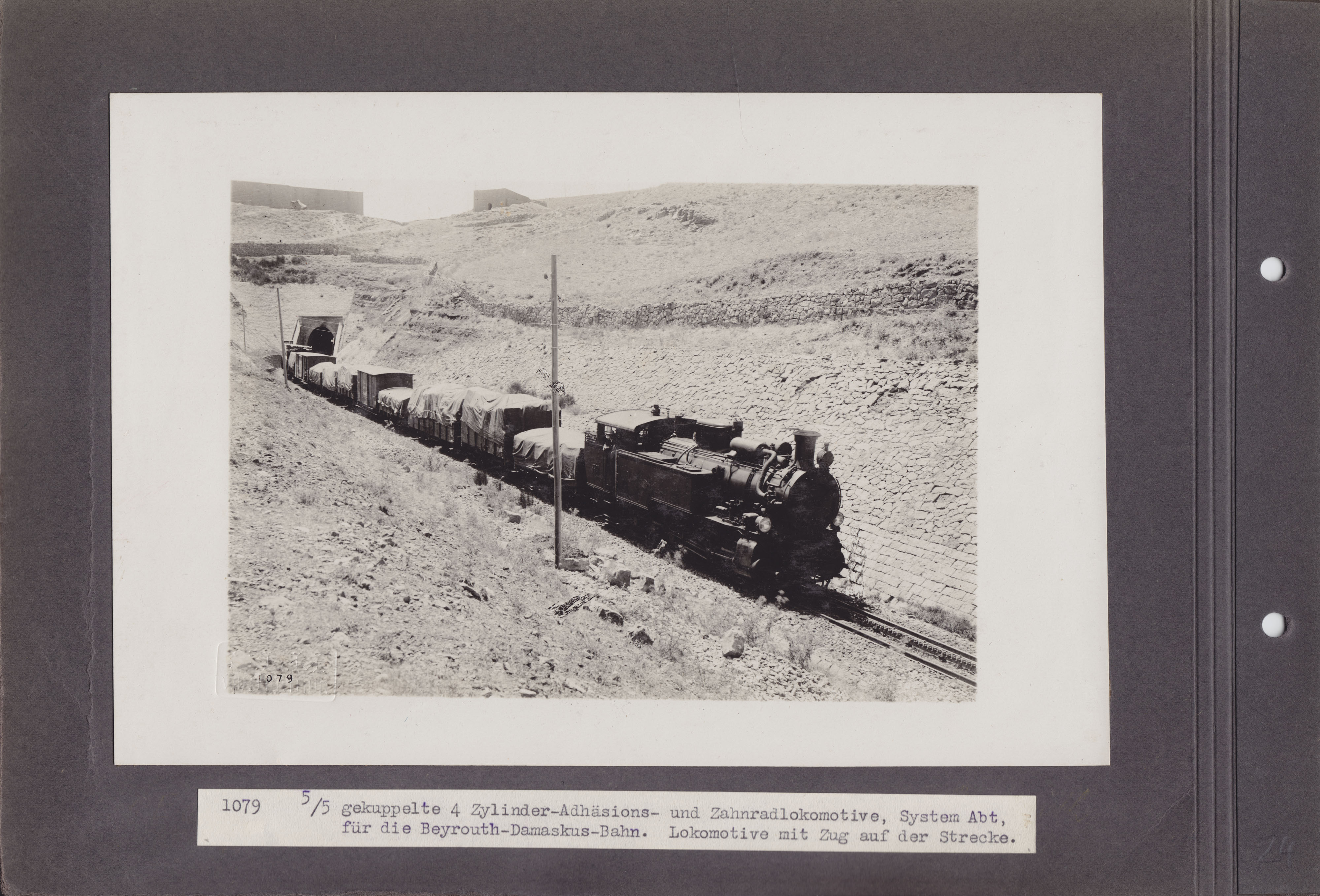
ラック区間を下るS形蒸気機関車が牽引する列車
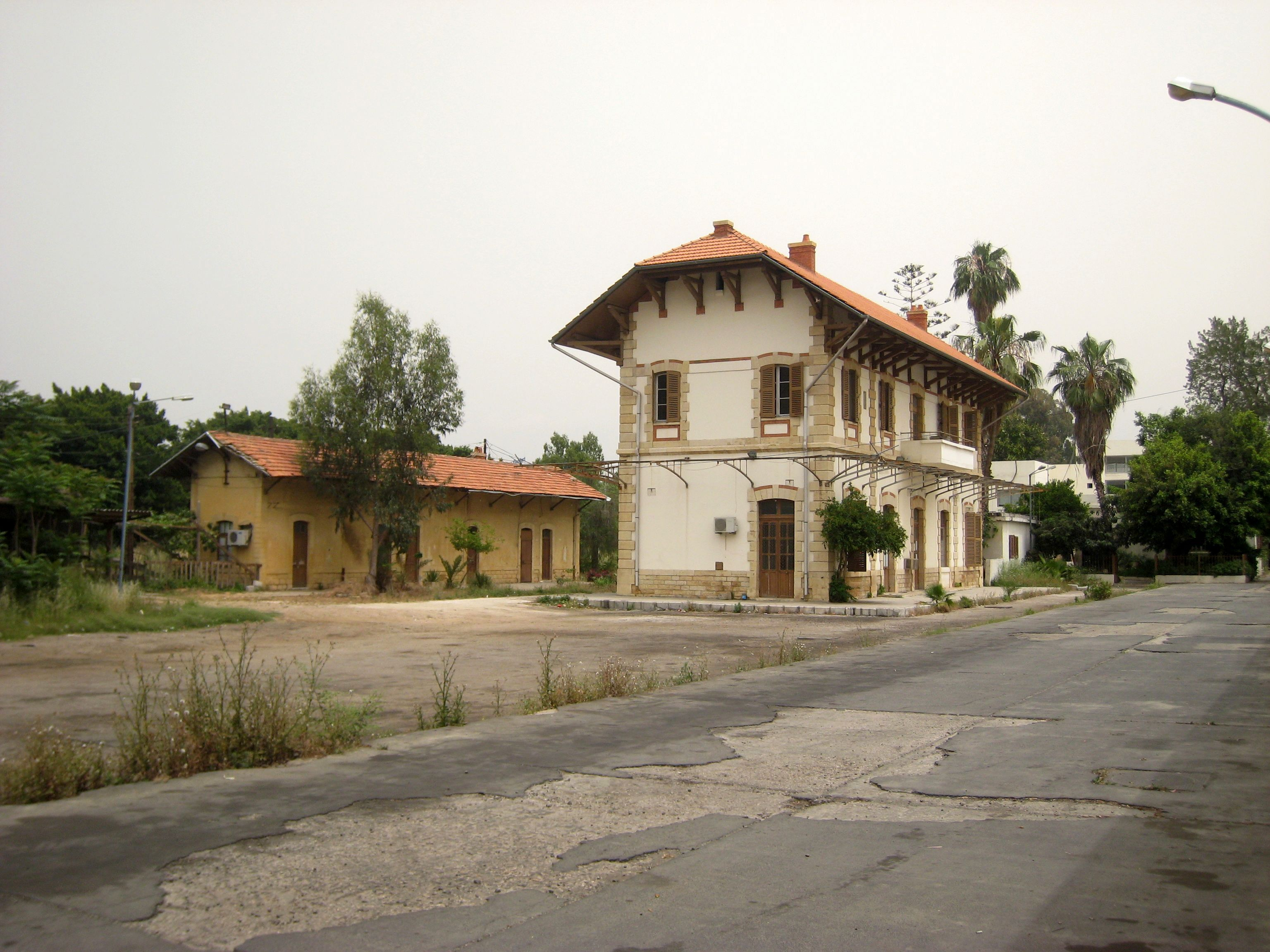
2005年時点で残存している旧ベイルート-ダマスカス鉄道のベイルート駅跡
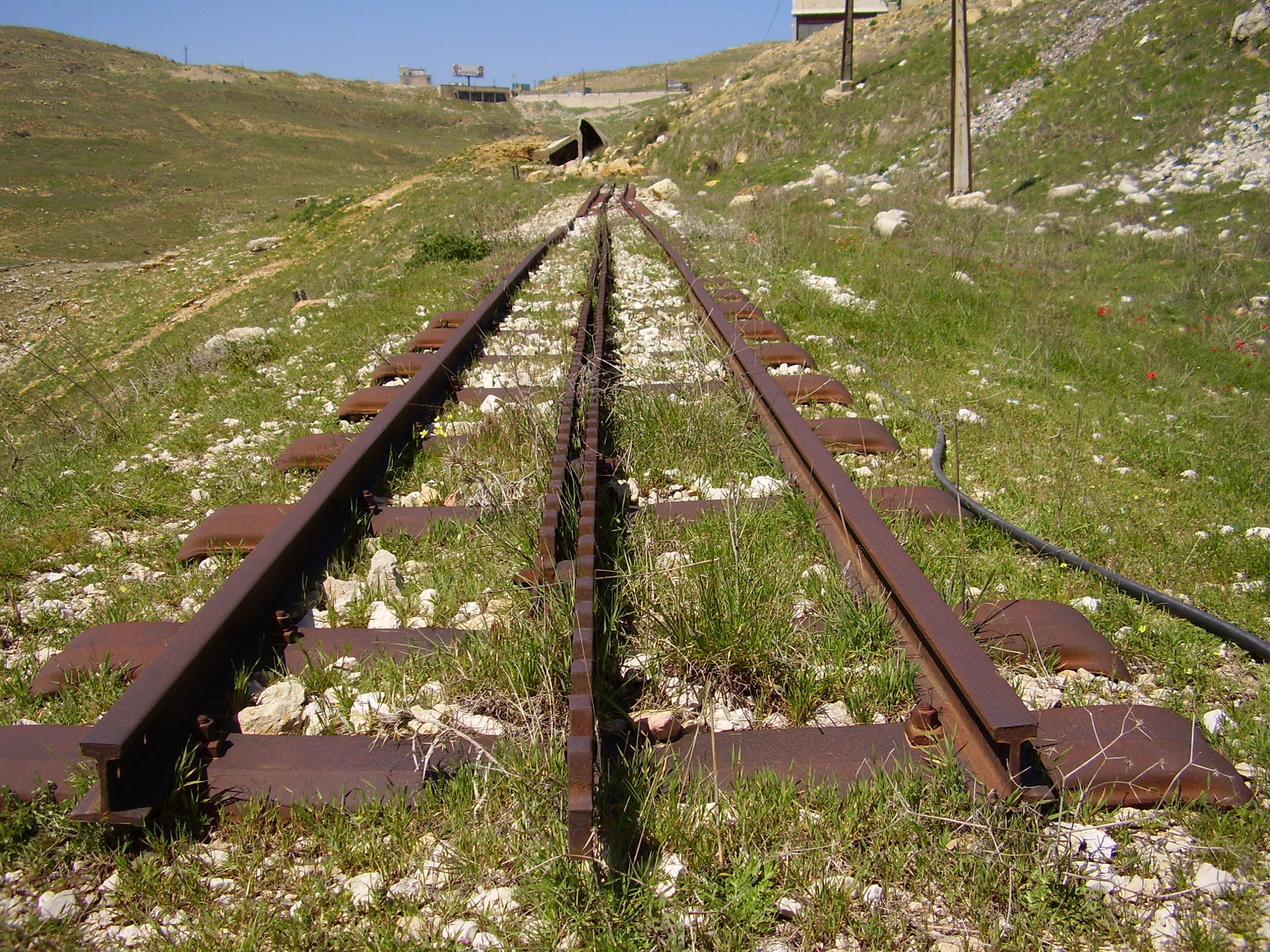
ベイルート-ダマスカス鉄道の廃線跡のラックレール、2007年

## 車両
- ベイルート-ダマスカス鉄道の開業時に用意された機材の内訳は以下の通り。
  - ラック式蒸気機関車：B形1-8号機、8機
  - 粘着式蒸気機関車：D形51-56号機、6機
  - 客車：2軸1等/2等合造車10両、2軸2等車7両、3軸3等車18両
  - 貨車：2軸荷物車11両、2軸有蓋車66両、2軸無蓋車108両、2軸平物車26両

ベイルート-ダマスカス鉄道が計画・建設されていた当時は、ヨーロッパにおいても営業している粘着/ラック式併用の鉄道はまだ少なく、導入される機関車の事例も限られたものであったが、その中でベイルート-ダマスカス鉄道では開業に合わせてスイスのSLM製のB形1-8号機を導入し（後に12号機まで増備された）、併せて粘着式専用機についても同じSLM製のD形51-56号機を導入している。
- ラック式鉄道で使用される蒸気機関車のうち、本鉄道で導入された機体のように粘着式とラック式双方の駆動装置を装備する機体は、粘着動輪とラックレール用ピニオンの負荷を適切に分担させる必要があることと、一般的には粘着動輪とピニオンの径が異なるため、それぞれを別個に駆動して異なる回転数で動作させる必要があることから、初期に製造された機体を除き、4シリンダ式としてシリンダーおよび弁装置2式を装備するものがほとんどであり、主にラック区間用ピニオンの配置方法などの違いにより、ヴィンタートゥール式、アプト式、ベイヤー・ピーコック式、クローゼ式ほか名称の無いものも含めいくつかの方式が存在していた。本鉄道のB形では、カール・ローマン・アプトが考案したアプト式が採用されることとなったが、この方式は、動輪の前後車軸間に駆動用のピニオンを装備した中間台枠を渡し、これを粘着式駆動装置用のシリンダの間に配置したラック式駆動装置用のシリンダで駆動する方式であった[7]。
- 開業当時の客車、貨車はいずれも木造のもので、2軸の1等/2等合造車の座席定員は1等12名/2等16名、2軸2等車は40名、3軸3等車は50名であった。
- その後1906年および1924-40年にはより大型で牽引力の高い、車軸配置D1'zzのA形31-37号機および同じくEzzのS形301-307号機の計14機を同じくスイスのSLMから導入している。これらの機体もB形と同様にアプト式が採用されているほか、動輪径、ピニオン径、軸距などを共通として、動輪やピニオン、ピニオン中間台車、基礎ブレーキ装置部品ほか走行装置をなるべく共通として補修部品の共用を図っていることが特徴となっている。また、粘着区間専用機も当時のザクセン王国のザクセン機械工場[8]製で車軸配置(B)B1'のC形61-62号機を1906年に導入するとともに、A形、S形の導入に伴い余剰となったB形の3、4、5、8号機の4機を1949年頃までにラック式駆動装置を撤去して粘着区間専用に改造して形式名もB形からBa形に変更して輸送力の増強を図っている。
- ベイルートとシリアの分離に伴い、B形、Ba形の2II、6-8、10、12号機、A形全機、S形全機がレバノン国鉄の所有、Ba形の3-5号機、D形の51、53-56号機とC形の61、62号機シリア国鉄の所有となっている。なお、レバノン国鉄では旧番号をそのまま引き継いでおり、シリア国鉄ではB形およびBa形が031.80X号機、D形は130.7XX号機、C形は02021.9XX号機（それぞれXXは旧機番）となっており、通称では後半3桁の機番部分で呼称される。
- レバノン国鉄に引継がれた機体の一部は現在でもベイルート・コダー駅やリヤーク駅隣接の車庫内に放置されたままとなっている。また、シリア国鉄に引継がれた機体のうち803号機、753号機や961号機がヒジャーズ鉄道ほかの約20機の蒸気機関車とともに2008年にダマスカスのカダム駅および工場に併設する形で開設されたヒジャーズ鉄道博物館で静態保存されている。

| 方式           | ラック/粘着併用式 | ラック/粘着併用式 | ラック/粘着併用式 | 粘着式    | 粘着式           |
| 形式           | B形               | A形               | S形               | D形       | C形              |
| -------------- | ----------------- | ----------------- | ----------------- | --------- | ---------------- |
| 外観           |                   |                   |                   |           |                  |
| 機番           | 1-12              | 31-37             | 301-307           | 51-56     | 61-62            |
| 製造年         | 1893-1904年       | 1906年            | 1924-40年         | 1893-94年 | 1906年           |
| 製造所         | SLM               | SLM               | SLM               | SLM       | ザクセン機械工場 |
| 車軸配置       | C'1zz             | D1'zz             | Ezz               | 1'C       | (B)B1'           |
| 運転整備重量   | 42.2t             | 57.0t             | 64.5t             | 40.0t     | t                |
| 全伝熱面積     | 95.8m2            | 131.5m2           | 131.9m2           | 80.4m2    | m2               |
| 全長           | 9455mm            | 10550mm           | 10550mm           | 8330mm    | mm               |
| 全軸距         | 5250mm            | 6350mm            | 5100mm            | 5000mm    | mm               |
| 動輪径         | 900mm             | 910mm             | 910mm             | 1050mm    | mm               |
| ピニオン有効径 | 688mm             | 688mm             | 688mm             | -         | -                |
| 牽引力         | 120kN             | 137kN             | 167kN             | 49kN      | kN               |